# Jadla
Jadla é uma aldeia no distrito de Shaheed Bhagat Singh Nagar, do estado de Punjab, Índia. Ela está localizada a 30 quilómetros de distância de Lassara, a 12 quilómetros de Nawanshahr, a 20 quilómetros da sede do distrito Shaheed Bhagat Singh Nagar e a 80 quilómetros da capital Chandigarh. A aldeia é administrada por um Sarpanch, um representante eleito da aldeia.

## Demografia
Desde 2011, Jadla tem um número total de 895 casas e uma população de 4442 elementos, dos quais 2309 são do sexo masculino e 2133 são do sexo feminino de acordo com o relatório publicado pelo Censo da Índia em 2011. A taxa de alfabetização de Jadla é 80.39%, acima da media do estado, que é de 75.84%. A população de crianças sob a idade de 6 anos é de 460, que é 10.36% da população total de Jadla , e a relação do sexo das criança é aproximadamente 847, quando comparada à média do estado de Punjab de 846. A maioria das pessoas é de Schedule Caste, compondo 47.01% da população total. De acordo com o relatório publicado pelo Censo da Índia em 2011, 1447 pessoas estavam envolvidas em actividades de trabalho fora da população total de Jadla que inclui 1293 homens e 154 mulheres. De acordo com o relatório de pesquisa de censo de 2011, 81.69% dos trabalhadores descrevem seu trabalho como principal trabalho e 18.31% dos trabalhadores estão envolvidos na actividade marginal, que fornece subsistência por menos de 6 meses.

## Transporte
A estação ferroviária de Banga é a estação de comboio mais próxima, no entanto, a estação ferroviária de Garhshankar Junction fica a 20 quilómetros de distância da aldeia. O Aeroporto de Sahnewal é o aeroporto doméstico mais próximo, encontrando-se a 59 quilómetros, em Ludhiana, e o aeroporto internacional mais próximo fica situado em Chandigarh. Outro aeroporto internacional, o de Sri Guru Ram Dass Jee, é o segundo aeroporto internacional mais próximo, que fica a 165 quilómetros.